# Bathylychnops
Bathylychnops is een geslacht van straalvinnige vissen uit de familie van hemelkijkers (Opisthoproctidae). Het geslacht is voor het eerst wetenschappelijk beschreven in 1958 door Cohen.

## Soorten
- Bathylychnops exilis Cohen, 1958
- Bathylychnops brachyrhynchus (Parr, 1937)
- Bathylychnops chilensis Parin, Belyanina & Evseenko, 2009